# 台灣私法
《台灣私法》是日本時代初期，臨時台灣舊慣調查會調查台灣既有法制習慣的報告書。其成就有助於台灣歷史及私法與法制史的研究。

## 概要
調查工作由京都帝國大學法學教授岡松參太郎負責，調查期間起自明治34年（1901年），終於明治40年（1907年），以近代的法律概念查明台灣舊慣，其目的在於日本統治的行政和司法的需要，也可作為他日台灣立法的基礎。正式名稱為『臨時臺灣舊慣調査會第一部調査第三回報告書　臺灣私法』（1909-1911年刊行）。《台灣私法》分為本文6冊及附錄參考書7冊，全13冊，共5866頁。本文分為「不動產」、「人事」、「動產」、「商事及債權」4編。